# Rezerwat przyrody Śnieżycowy Jar
Śnieżycowy Jar – florystyczny rezerwat przyrody założony na mocy Zarządzenia Ministra Leśnictwa i Przemysłu Drzewnego w 1975 roku dla ochrony jednego z nielicznych w Wielkopolsce (i ogółem na niżu polskim) stanowiska śnieżycy wiosennej (Leucojum vernum).

## Przyroda i historia
Rezerwat początkowo zajmował 4,21 ha. W wyniku ekspansji śnieżycy jego powierzchnia uległa powiększeniu i obecnie wynosi 9,52 ha, a powierzchnia otuliny 8,94 ha. Rezerwat znajduje się na terenie leśnictwa Starczanowo, w gminie Murowana Goślina (powiat poznański) i podlega ochronie częściowej.
Śnieżyca rośnie masowo w runie zespołu grądu niskiego, występującego na brzegach strumienia płynącego w dość stromym jarze. Domniemywa się, że śnieżyce zostały posadzone na tym terenie ręką ludzką w końcu XIX wieku. Na terenie rezerwatu rośnie ok. 20 gatunków drzew i krzewów, m.in.: dąb czerwony, topola biała, klon polny (paklon), jawor, wiąz. Wiek drzewostanu 20 do 120 lat. W runie, oprócz śnieżycy, występują też m.in. przylaszczka pospolita, zawilec gajowy i złoć żółta.

## Turystyka
Skrajem rezerwatu prowadzi ścieżka turystyczna, którą można osiągnąć idąc ze Starczanowa lub z Uchorowa (drogowskazy). W pobliżu przechodzi też konny Wilczy szlak.

## Galeria

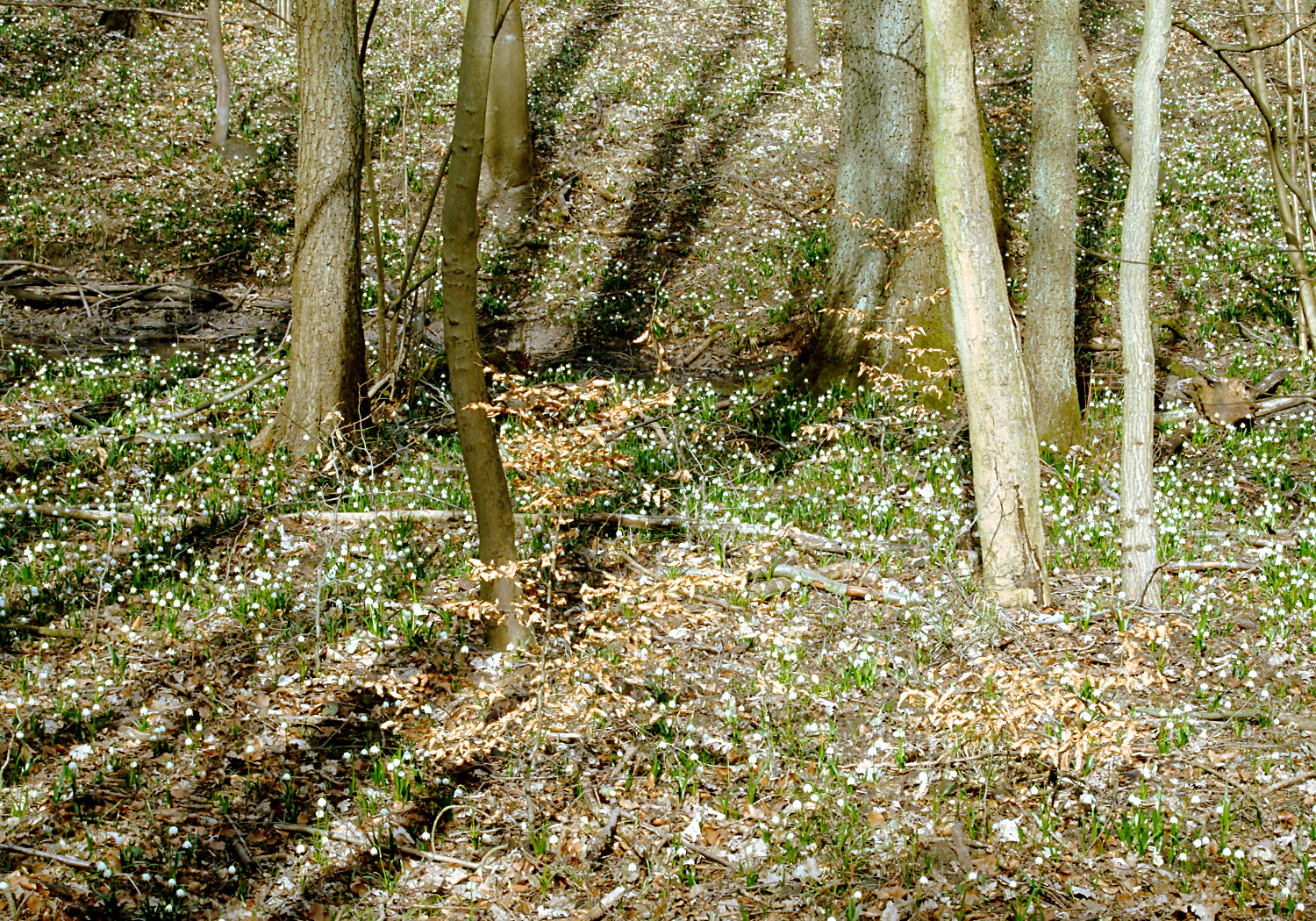
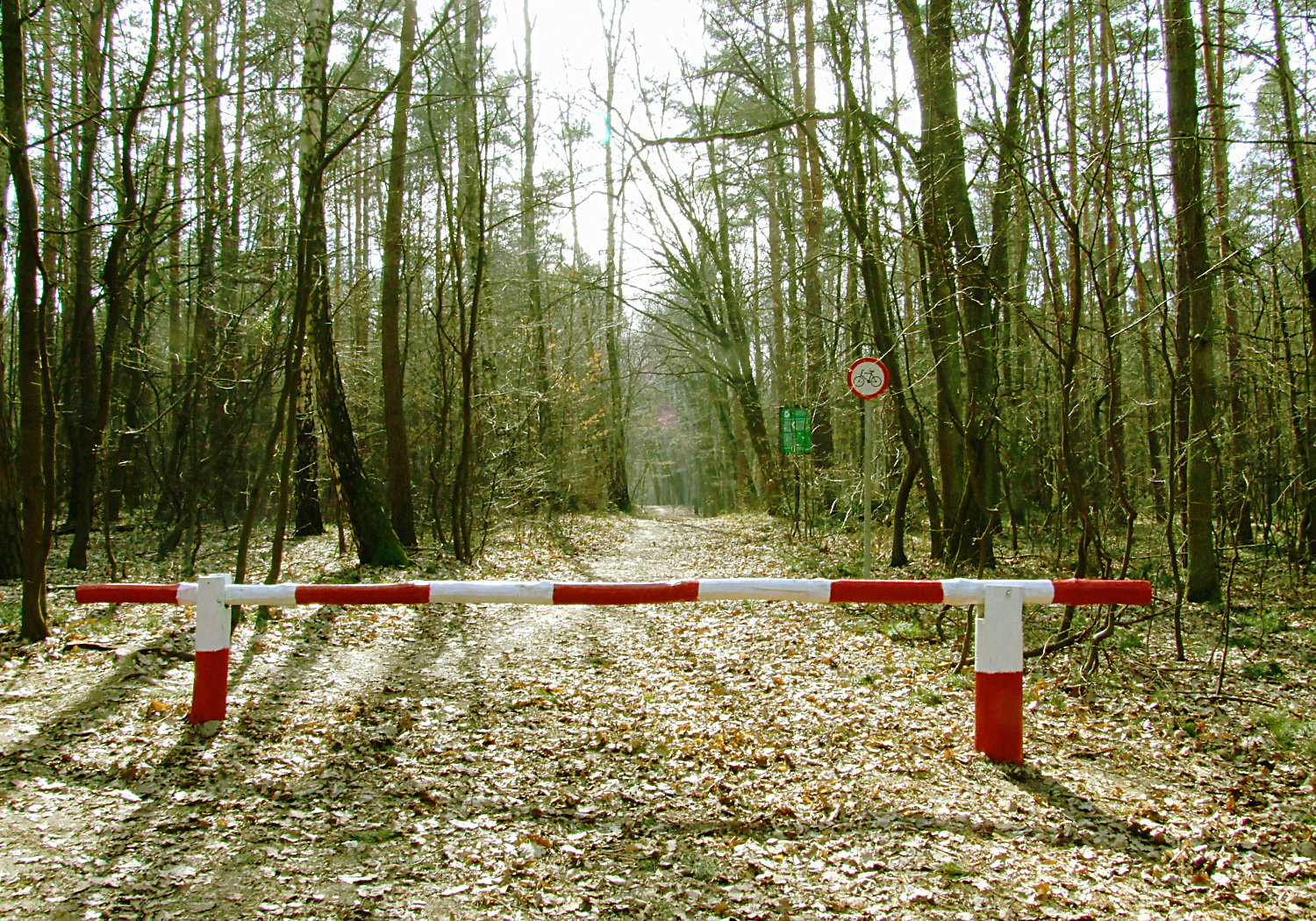
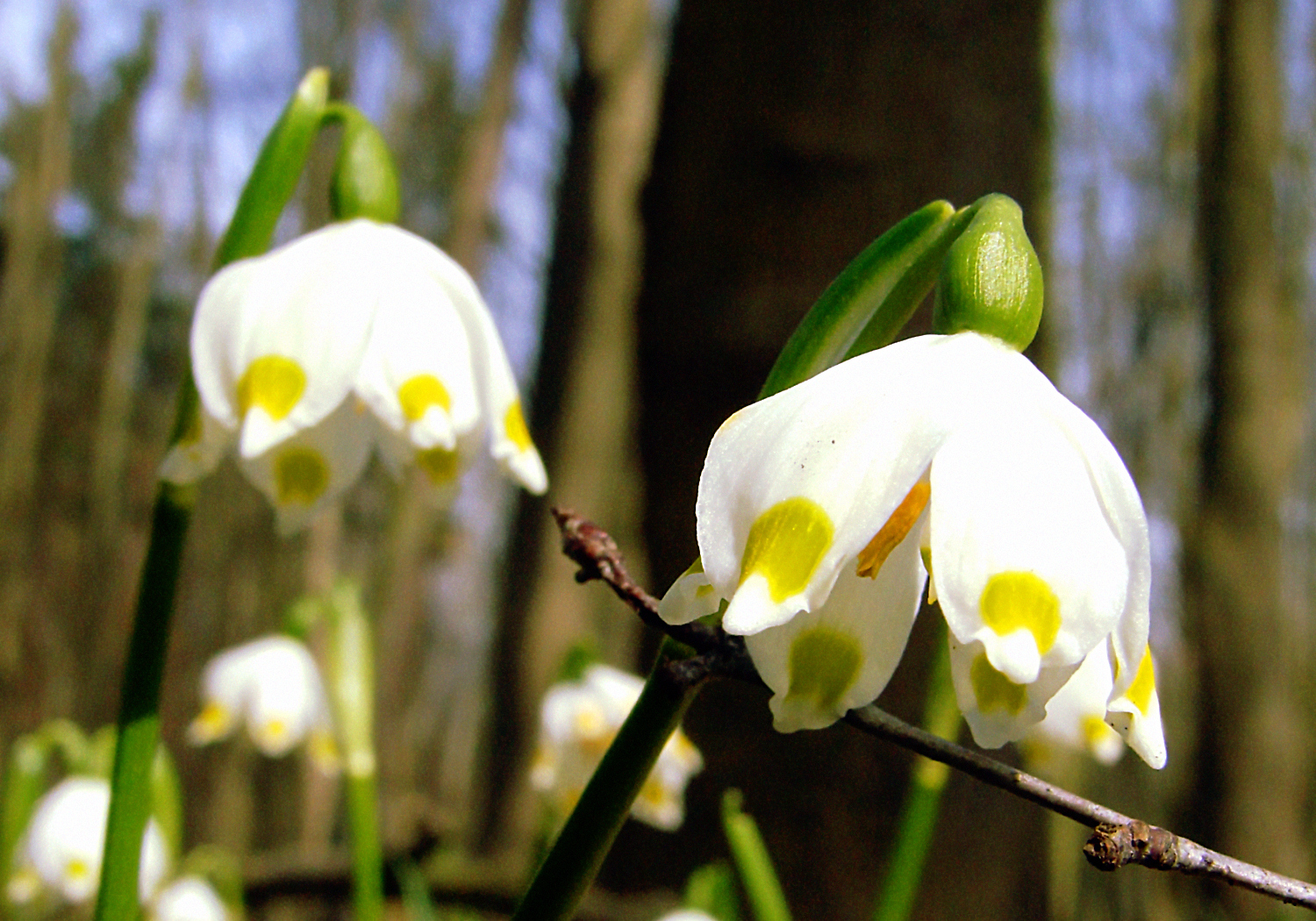
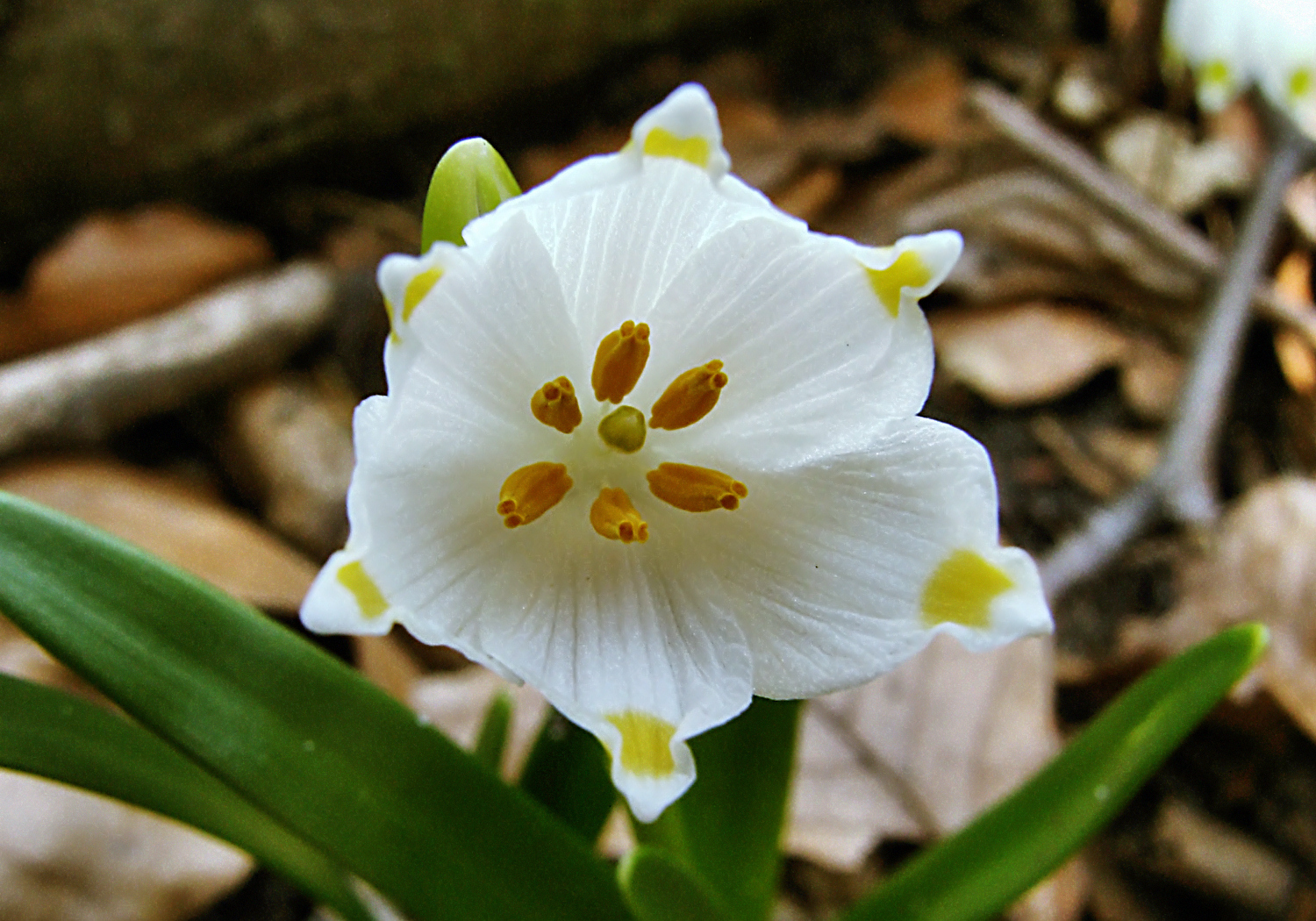